# Tàn ngày để lại
Tàn ngày để lại (tựa gốc tiếng Anh: The Remains of the Day) là một cuốn tiểu thuyết ra mắt năm 1989 được viết bởi tác giả người Anh gốc Nhật Kazuo Ishiguro. Nhân vật chính của tác phẩm là một quản gia tận tụy phục vụ tại Dinh Darlington tọa lạc gần thành phố Oxford, Anh. Năm 1956, ông thực hiện một chuyến du ngoạn đường dài để thăm một đồng nghiệp năm xưa và hồi tưởng lại những tháng ngày xưa cũ tại Dinh Darlington hàng chục năm về trước, qua đó hé lộ những mất mát và nuối tiếc theo sau ảo tưởng tàn phá một đời người.
Tàn ngày để lại đã vinh dự nhận được Giải Booker cho tiểu thuyết xuất sắc nhất năm 1989. Sau đó, một bộ phim điện ảnh chuyển thể được thực hiện vào năm 1993 với sự tham gia của các diễn viên kỳ cựu Anthony Hopkins và Emma Thompson đã mang về tám đề cử Giải Oscar thuộc nhiều hạng mục khác nhau. Năm 2022, tác phẩm được đưa vào danh sách Big Jubilee Read gồm hơn 70 quyển sách của các tác giả thuộc Khối Thịnh vượng chung Anh nhằm kỷ niệm Lễ Hân hoan Bạch kim của Elizabeth II.

## Nội dung
Tàn ngày để lại kể về câu chuyện của Stevens, một quản gia người Anh đã dâng trọn đời mình để phục vụ cho Huân tước Darlington (gần đây ông ấy đã qua đời và càng được Stevens khắc họa chi tiết trong các đoạn hồi tưởng). Dần dần, dòng ký ức của tác phẩm rẽ nhánh thành hai phần chính: sự mến mộ ngây thơ của Huân tước Darlington đối với Đức Quốc xã, cùng với mối tình thầm kín mà Stevens dành cho bà Kenton, một nội quản khác cũng làm việc tại Dinh Darlington.
Cuốn tiểu thuyết bắt đầu vào năm 1956, khi Stevens nhận được một bức thư từ đồng nghiệp cũ là bà Kenton, mô tả cuộc sống hôn nhân của bà với giọng điệu mà Stevens cứ ngỡ là nó đang trên đà rạn nứt. Lúc này, Dinh Darlington đang thiếu nhân lực trầm trọng và rất cần những nội quản tài giỏi như Kenton, do đó Stevens dự định sẽ thực hiện một chuyến thăm đến bà ấy. Người chủ mới của ông là Farraday rất ủng hộ ý tưởng cho Stevens mượn chiếc ô tô để thực hiện một chuyến du ngoạn sau bao tháng năm phục vụ đằng đẵng. Stevens đành chấp thuận yêu cầu của ông chủ và lái xe đến hạt Cornwall, hiện là nơi ở của bà Kenton.
Trong suốt chuyến hành trình xuyên qua miền thôn quê nước Anh, Stevens luôn thể hiện lòng trung thành không gì lay chuyển nổi đối với Huân tước Darlington. Trong quãng thời gian còn sống tại Dinh Darlington, vị Huân tước ấy thường xuyên tổ chức những cuộc gặp xa hoa giữa các quý tộc và nhân vật có quyền thế hòng lay chuyển những sự kiện mang tính thời cuộc trước khi Chiến tranh thế giới lần 2 nổ ra. Đồng thời, Stevens còn bàn về "phẩm cách" và những yếu tố làm nên một người quản gia vĩ đại, cũng như mối quan hệ của ông đối với cha mình - một quản gia có vô vàn "phẩm cách" khác. Cuối cùng, Stevens đành phải nghĩ về nhân cách và danh tiếng của Huân tước Darlington, cùng với bản chất thực của mối quan hệ giữa ông với bà Kenton. Xuyên suốt những trang giấy mang nặng hồi tưởng của cuốn sách, tình cảm mà Stevens dành cho Kenton ngày càng được thể hiện rõ ràng và day dứt hơn.
Khi cả hai người làm việc chung với nhau ở thập niên 1930, họ đã thất bại trong việc bộc bạch tình cảm thật sự của mình. Những cuộc trò chuyện mang tính nghề nghiệp của Stevens và Kenton đã có lúc tưởng như chớm nở thành mối tình lãng mạn, thế nhưng không ai lại có đủ can đảm để vượt qua lằn ranh vô hình ngăn cách điều ấy. Vốn mang nặng mộng tưởng về "phẩm cách" nên không ít lần Stevens tìm cớ thoái thác, ngăn Kenton tiếp cận mình.
Khi gặp lại nhau sau hàng chục năm xa cách, bà Kenton – lúc này đã lấy chồng được 20 năm – tự hỏi liệu mình có sai lầm khi kết hôn hay không, nhưng bà thừa nhận rằng mình vẫn yêu chồng và hiện đang đợi chờ đứa cháu đầu tiên ra đời. Cả Stevens lẫn Kenton đều ngẫm lại về những cơ hội quá vãng mà hai người đã làm vuột khỏi tầm tay, đồng thời Stevens băn khoăn về những năm tháng phụng sự quên mình đối với Huân tước Darlington, người có thể không xứng đáng với sự cống hiến tận tụy ấy. Vị quản gia thậm chí còn thổ lộ những niềm trăn trở này với một người lạ ở chặng cuối cuộc hành trình, khi ông đang ngắm nhìn hoàng hôn buông xuống.
Người lạ đó – có cùng độ tuổi và hoàn cảnh với Stevens – cho rằng nên tận hưởng quãng thời gian hiện tại thay vì níu kéo những dĩ vãng xưa cũ của cuộc đời, bởi xét cho cùng thì "buổi tối" chính là quãng thời gian đẹp nhất trong ngày. Ở cuối cuốn tiểu thuyết, Stevens vẫn luôn khắc ghi điều này thông qua việc đề cập đến "tàn ngày để lại", ngụ ý về việc phục vụ ông chủ Farraday trong tương lai cũng như nương tựa vào những gì còn sót lại trong đời mình.

## Nhân vật
- Stevens, người kể chuyện của tác phẩm, là một quản gia kỳ cựu phục vụ tại Dinh Darlington. Ông là một con người tận tụy và kỷ luật với tiêu chuẩn cao, đặc biệt chú trọng tới thứ được gọi là "phẩm cách".
- Kenton, nội quản của Dinh Darlington, sau này kết hôn và mang tên Bà Benn. Bà là một người hầu rất có năng lực và phẩm giá, đã giúp cho Stevens quản lý tốt Dinh Darlington. Xuôi theo dòng chảy của thời gian, bà với Stevens đã hình thành nên mối quan hệ lâu dài.
- Huân tước Darlington, chủ sở hữu của Dinh Darlington. Một hội nghị chính trị giữa các nhà ngoại giao cấp cao do ông tổ chức nhằm mục đích xoa dịu căng thẳng giữa Anh và Đức đã thất bại, điều này khiến cho danh tiếng và địa vị chính trị của vị Huân tước sụt giảm nghiêm trọng.
- William Stevens, một quản gia dưới quyền và cũng là cha của Stevens. Ông bị đột quỵ tại hội nghị cấp cao của Dinh Darlington, tuy nhiên người con của ông vẫn không rời nhiệm vụ kể cả khi cha mình đang hấp hối.
- Lewis, một thượng nghị sĩ người Mỹ, đã chỉ trích Huân tước Darlington là một "gã chính trị gia nghiệp dư".
- Cardinal Trẻ, con trai của một trong những người bạn thân nhất của Huân tước Darlington và là một nhà báo. Anh đã hy sinh ở Bỉ trong Thế chiến 2.
- M. Dupont, một chính trị gia cấp cao của Pháp tham dự hội nghị của Huân tước Darlington.

Trong cuộc hành trình của mình, Stevens đã có cơ hội gặp gỡ và tiếp xúc với một số nhân vật khác trong thời gian ngắn. Họ là tấm gương phản chiếu của Stevens và cho người đọc thấy những khía cạnh khác nhau trong nhân cách của vị quản gia. Đặc biệt, Bác sĩ Carlisle và Harry Smith đã nêu bật lên những chủ đề trong cuốn sách.

## Xuất bản
Tàn ngày để lại được xuất bản lần đầu tại Anh Quốc vào tháng 5 năm 1989 bởi Faber and Faber, sau đó ra mắt tại Hoa Kỳ vào ngày 4 tháng 10 cùng năm bởi Alfred A. Knopf.

## Đón nhận
Tàn ngày để lại là một trong những cuốn tiểu thuyết thời hậu chiến của Anh được đánh giá cao nhất mọi thời đại. Năm 1989, tác phẩm đã mang về giải thưởng Booker danh giá, ngoài ra còn vinh dự xếp thứ 146 trong danh sách tiểu thuyết tiếng Anh hay nhất thế kỷ 20 do Brian Kunde đến từ Đại học Stanford biên soạn.
Năm 2006, tờ The Observer yêu cầu 150 nhà văn và nhà phê bình văn học bình chọn cuốn tiểu thuyết hay nhất của Anh, Ireland hoặc Khối thịnh vượng chung trong giai đoạn từ 1980 đến 2005, kết quả Tàn ngày để lại xếp ở vị trí thứ tám. Một năm sau, tác phẩm được đưa vào danh sách "Những cuốn sách bạn không thể sống thiếu được" của The Guardian, đồng thời còn có tên trong danh sách "1000 quyển tiểu thuyết nhất định phải đọc" năm 2009. The Economist đã mô tả đây là "tác phẩm nổi tiếng nhất" của văn sĩ Ishiguro. Vào ngày 5 tháng 11 năm 2019, BBC News liệt Tàn ngày để lại vào danh sách 100 tiểu thuyết có ảnh hưởng nhất.
Trong một bài phê bình xuất bản trên tờ The Guardian năm 2012,   tiểu thuyết gia Salman Rushdie lập luận rằng "câu chuyện thực sự của tác phẩm khắc họa nỗi luyến tiếc khôn nguôi của một người đàn ông bị hủy hoại bởi những ảo tưởng mà dựa vào đó dựng xây nên cho cả đời mình". Theo quan điểm của Rushdie, chính thái độ nghiêm túc và cứng nhắc của Stevens đã khiến mối quan hệ giữa ông với Kenton và cha mình ngày càng rạn nứt, dần đà trở thành một nỗi đau không thể vãn hồi được nữa.
Theo Steven Connor, Tàn ngày để lại đã nêu bật lên ý niệm bản sắc dân tộc Anh. Từ góc nhìn của Stevens, những phẩm chất của người quản gia vĩ đại nhất là việc lãnh đạm về mặt cảm xúc để duy trì sự hiện diện của mình, mà "về mặt cơ bản thì đó chính là người Anh". Connor nhận định những nhà đánh giá đầu tiên của tác phẩm đã sai lầm khi ngỡ nó viết về bản sắc dân tộc Nhật, rằng "không còn nghi ngờ gì nữa, chính tính Anh mẫu mực hoặc bị tổn hại nghiêm trọng hoặc được đưa lên bàn cân mổ xẻ trong cuốn tiểu thuyết này".

## Chuyển thể
- Năm 1993, một bộ phim chuyển thể cùng tên của Tàn ngày để lại được phát hành và thu về thành công vang dội. Do James Ivory đạo diễn và Ismail Merchant, Mike Nichols cùng John Calley đảm nhiệm vai trò sản xuất, tác phẩm có sự tham gia của ngôi sao Anthony Hopkins vai Stevens và Emma Thompson vai Kenton. Bên cạnh đó, dàn diễn viên phụ của phim bao gồm Christopher Reeve thủ vai Nghị sĩ Lewis, James Fox sắm vai Huân tước Darlington, Hugh Grant thể hiện nhân vật Reginald Cardinal, còn Peter Vaughan hóa thân thành Stevens Cha. Tổng cộng phim đã thu về tám đề cử tại lễ trao giải Oscar năm đó.
- Một vở kịch radio chuyển thể thành các tập dài hai tiếng được phát sóng lần đầu trên BBC Radio 4 vào ngày 8 và 15 tháng 8 năm 2003, với sự góp giọng của Ian McDiarmid.[16][17]
- Vở nhạc kịch The Remains of the Day của Alex Loveless[18] đã được trình diễn tại Nhà hát Union của Luân Đôn[19][20] và thu về nhiều phản ứng tích cực.[21][22][23]